# Gene F. Milford
Gene F. Milford (Canton, 1 juli 1946) is een Amerikaans componist, muziekpedagoog en dirigent

## Levensloop
Milford studeerde aan de Kent State University in Kent en behaalde aldaar zijn Bachelor of Science in instrumentale muziekopleiding, zijn Master of Arts in muziekgeschiedenis en promoveerde tot Ph.D. (Philosophiæ Doctor) in muziekopleiding. Hij werd docent en instructeur voor blaasinstrumenten aan de Edgewood High School in Ashtabula en bleef in deze functie rond 23 jaar. Hij was eveneens voor 29 jaar docent en instructeur aan de Kent State University. Verder doceerde hij aan het Hiram College in Hiram en aan de University of Akron. 
Als dirigent was hij succesrijk, omdat zijn school- en universiteitsharmonieorkesten regelmatig uitgenodigd werden om concerten bij conferences en andere feesten te verzorgen, bijvoorbeeld van de Ohio Music Education Association. Hij zorgde ervoor, dat bij zijn blaasorkesten naast anderen bekende componisten, dirigenten en solisten gast-directies verzorgden, zoals John O’Reilly, John Kinyon, Claude T. Smith, James Curnow, Clare Grundman, Rex Mitchell, Robert Fleming, Craig Kichhoff, Robert Jorgensen en Mark Kelly. Hij zelf was een veelgevraagd gast-dirigent bij andere orkesten, maar ook jurylid bij nationale wedstrijden. 
Als componist kreeg hij talrijke opdrachten en schreef werken voor verschillende genres. Hij is lid in diverse componistenbroederschappen zoals Phi Beta Mu en Phi Kappa Lambda maar ook bij de American Society of Composers, Authors and Publishers.

## Composities

### Werken voor orkest
- 2009 Christmas Echo Concerto, voor strijkkwartet solo en strijkorkest
- Train to Glory: Three Spirituals, voor strijkorkest

### Werken voor harmonieorkest
- 2003 The Trail West - An American Folk Rhapsody, rapsodie voor harmonieorkest
- 2007 China Sea Voyage, voor harmonieorkest
- 2010 El Palo Alto, rapsodie voor harmonieorkest
  1. A melody by Padre Narcisco Duran (1776-1846)
  2. El Quenelle (The White Hawk)
- 2010 Patriot Sketches
- 2011 Tubasaurus Rex, voor tuba-sectie of tuba solo en harmonieorkest
- 2011 Welcome Yule!
  1. The Wassail Song
  2. Sussex Carol
- 2012 Fantasy on English Folksongs, voor harmonieorkest
- A Midwinter Festival
- American Sailing Songs, rapsodie voor harmonieorkest
- At the Races
- Crusaders' Chorale and March
- Cymbal Circus
- Dark Castle
- English Country Dances
- Festival Espanol - A Fantasia on Spanish Carols, voor harmonieorkest
  1. Fum, Fum, Fum
  2. As Cold December Flies
  3. Tonight a Babe Is Born
  4. Riu, Riu, Chu
  5. Companions, All Sing Loudly
- Four Vermont Prints, voor harmonieorkest
  1. Covered Bridge
  2. Meeting House
  3. Evening Snow
  4. Green Mountain Boys
- Georgia Girl
- Imperial March
- Jamboree Swing March
- Land of Thai, voor harmonieorkest
- Meet The Band
- Music Alone
- Noble Spirit March
- Northern Saga, rapsodie voor harmonieorkest
- Percussion Parade
- Pirate's Cove
- Pride of the Western Reserve, voor harmonieorkest
- Russian Bells
- Russian Folk Legend, voor harmonieorkest
- Santa Medley
- Star Voyage, voor harmonieorkest
- The Avenger March
- The Grenadiers, voor harmonieorkest
- The Victor March

### Kamermuziek
- Three American Folksongs, voor eufonium/tuba-ensemble
- Skip to My Lou, voor eufonium (of tuba) en piano

## Publicaties
- George T.'Red' Bird: "Innovations and Developments of March Band techniques at Massillon, Ohio (1938-1946)", in: MUSIC EDUCATION, 1986.
- samen met Robert Jorgenson: Marches: Rehearsal Techniques and Performance Practices, 60th Annual Midwest Clinic, Merle Reskin Theatre, Chicago, Illinois, December 21, 2006.